# 圣马可图书馆
國家馬爾恰納圖書館或聖馬可圖書館（義大利語：Biblioteca Marciana，但在歷史文獻中通常被稱為 ）是一座位於義大利威尼斯的一個公共圖書館。它是義大利最早的公共圖書館之一，也是該國現存最重要的手抄本與古典學文獻收藏機構。該圖書館以聖馬可為名，他被視為威尼斯的守護神。

## 沿革
該圖書館成立於1468年，當時文藝復興人文主義學者、弗拉斯卡蒂羅馬城郊教區主教兼拉丁禮君士坦丁堡宗主教贝萨里翁將他的希臘和拉丁手稿收藏捐贈給威尼斯共和國，並提出要建立一個公共圖書館。貝薩里翁的收藏是他長期不懈努力的結果，他前往希臘和意大利各地搜尋罕見手稿，然後購買或複製它們，以保存古希腊文学的著作和君士坦丁堡陷落後拜占庭文学的文獻。他選擇威尼斯的原因，主要是因為該城擁有大量的希臘難民社群，並具有與拜占庭帝國的歷史聯繫。然而，由於15世紀末和16世紀初的一系列軍事衝突和隨之而來的政治不確定性，威尼斯政府遲遲未能履行合適地收藏這些手稿的承諾，歷時數十年的討論和猶豫。最終，該圖書館建於文藝復興全盛期，作為一項旨在通過建築，來讚揚共和國並確認其作為智慧中心聲譽的的城市更新計劃一部分。
原始的圖書館建築位於聖馬可廣場，威尼斯的政府中心，其長立面面向總督宮。該建築修建於1537年至1588年間，被認為是建築師雅各布·桑索维诺的傑作，也是威尼斯文藝復興建築的重要作品。文藝復興建築師安德烈亚·帕拉弟奥稱其為「自古至今最豐富、最華麗的建築」。藝術史學家雅各布·布克哈特則認為它是「最宏偉的意大利世俗建築」，而弗雷德里克·哈特則稱其為「意大利建築史上最令人滿意的建築之一」。此外，該圖書館收藏了許多十六世紀威尼斯大師的作品，使其成為威尼斯風格主義的綜合紀念碑。
如今，該建築通常被稱為「桑索维诺圖書館」（Libreria sansoviniana），並且作為城市的主要博物館開放參觀。自1904年以來，圖書館辦公室、閱覽室和大部分藏書已遷至毗鄰的威尼斯鑄幣廠。該圖書館現在正式被稱為「國家馬爾恰納圖書館」。它是威尼斯共和國政府建立的唯一一個正式機構，並且仍然繼續運作。

## 外部連結
- 官方网站 （義大利語）
- Catalogue of Greek codices （页面存档备份，存于） （拉丁語）
- Catalogue of Latin codices (includes French and Italian codices) （页面存档备份，存于） （拉丁語）

45°26′00″N 12°20′20″E / 45.43344°N 12.338923°E